# El Barco de Ávila
El Barco de Ávila ist eine westspanische Kleinstadt und eine Gemeinde (municipio) mit 2.297 Einwohnern (Stand: 2024) in der Provinz Ávila in der Autonomen Gemeinschaft Kastilien-León. Der alte Ortskern wurde als Kulturgut (Bien de Interés Cultural) in der Kategorie Conjunto histórico-artístico eingestuft.

## Lage und Klima
Die Kleinstadt El Barco de Ávila liegt auf einer leichten Anhöhe in ca. 1000 m Höhe oberhalb des Río Tormes in der Sierra de Gredos knapp 85 km (Fahrtstrecke) südwestlich der Provinzhauptstadt Ávila; die Stadt Salamanca ist etwa 90 km in nordwestlicher Richtung entfernt. Der ebenfalls sehenswerte Nachbarort Piedrahíta liegt nur 21 km nordöstlich. Das Klima ist gemäßigt; Regen (ca. 500 mm/Jahr) fällt hauptsächlich im Winterhalbjahr.

## Bevölkerungsentwicklung
| Jahr      | 1857  | 1900  | 1950  | 2000  | 2017  |
| Einwohner | 1.431 | 1.894 | 2.295 | 2.606 | 2.436 |

Der kontinuierliche Bevölkerungsanstieg seit den 1850er Jahren ist im Wesentlichen auf die Mechanisierung der Landwirtschaft, die Aufgabe von bäuerlichen Kleinbetrieben und den damit einhergehenden Verlust von Arbeitsplätzen auf dem Land zurückzuführen (Landflucht).

## Wirtschaft
Die Landwirtschaft, vor allem die Viehzucht, spielt traditionell die größte Rolle im Wirtschaftsleben der Berggemeinde, die in früheren Zeiten für die Weiler und Einzelgehöfte in der Umgebung auch ein regionales Zentrum für Handwerk und Handel war. Einnahmen aus dem Tourismus in Form der Vermietung von Ferienwohnungen (casas rurales) sind in den letzten Jahrzehnten hinzugekommen.

## Geschichte
Die ersten Besiedlungsspuren stammen aus vorrömischer Zeit (Vettonen); römische und westgotische Spuren wurden bislang nicht entdeckt. Während der islamischen Herrschaft über weite Teile der Iberischen Halbinsel war die Gegend entvölkert; sie wurde erst im 11. und 12. Jahrhundert wiederbesiedelt (repoblación). Möglicherweise bereits im 11. Jahrhundert entstand die Grundherrschaft Señorío de Valdecorneja, der auch El Barco de Ávila angehörte. Diese kam im 15. Jahrhundert in den Besitz des Hauses Álvarez de Toledo, aus dem im Jahr 1465 die Herzöge von Alba hervorgingen, die hauptsächlich in Alba de Tormes und Madrid residierten. Im Jahr 1833 kam der Ort im Rahmen einer Gebietsreform von der Provinz Salamanca an die Provinz Ávila.

## Sehenswürdigkeiten

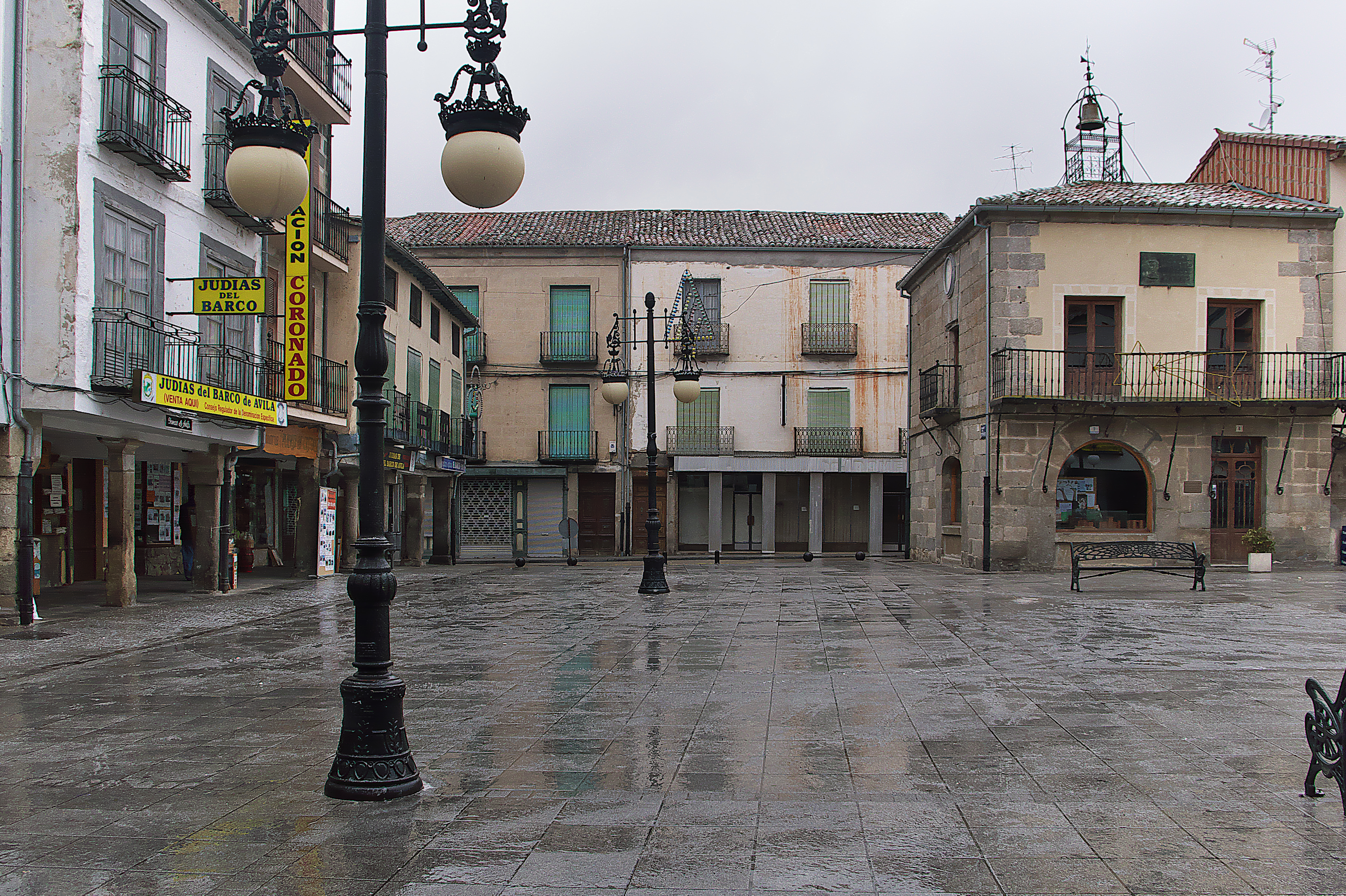
Arkaden- oder Stützenhäuser und Casa de Reloj an der Plaza de España

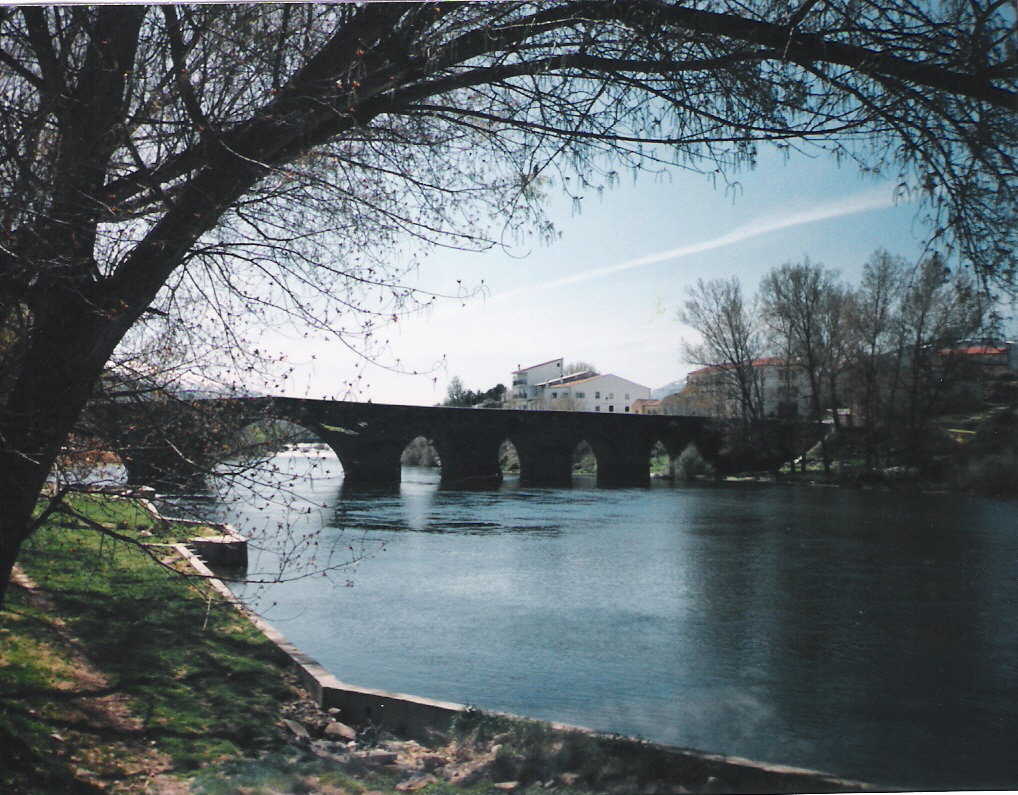
Brücke über den Tormes mit älteren (engen) und neueren (breiteren) Bögen

- Die Plaza de España, der Hauptplatz, bildet das eigentliche Zentrum der Altstadt; er ist von Arkadenhäusern umstanden, die die Besucher sowohl vor Regen als auch vor allzu starker Sonneneinstrahlung schützten. Die Casa de Reloj stammt aus dem 18. Jahrhundert und diente zu Ratsversammlungen; sie hat eine Uhr an der Frontseite sowie eine Glocke auf dem Dach.
- Die Himmelfahrtskirche (Iglesia Mayor de la Asunción) ist ein gotischer Bau aus dem 13./14. Jahrhundert, der einen noch dem romanischen Stil zuzurechnenden Westturm inkorporiert. Auf der Südseite führt ein mehrfach gestuftes Archivoltenportal in das dreischiffige Innere, das von einfachen vierteiligen Rippengewölben überspannt wird; die drei Apsiden der Ostseite werden durch ein schmiedeeisernes Gitter (reja) in Stilformen der Renaissance von Langhaus getrennt. Das geschnitzte barocke Altarretabel hat zwei Fenstereinbauten und wird von gegenläufig gedrehten Säulen (auch „salomonische Säulen“ genannt) gerahmt. Über einem Taufstein (pila) hängt ein eher einfaches Tafelbild aus dem 15. Jahrhundert mit einer Darstellung der Taufe Jesu im Jordan.
- Das Castillo de Valdecorneja thront über dem Río Tormes und stammt in seiner heutigen Gestalt aus dem 14. Jahrhundert; eine keltische Höhenfestung (castro) und eine mittelalterliche Burg wurden dabei überbaut. Es ist ein viereckiger Bau mit runden Ecktürmen und einem quadratischen Bergfried (torre del homenaje) in der Ostseite.
- Von der ehemaligen Stadtmauer existiert lediglich noch ein Stadttor mit seitlichen Rundtürmen.
- Über den Río Tormes führt eine ca. 125 m lange Bogenbrücke (puente romano), die in der lokalen Überlieferung auf römische Ursprünge zurückgeführt wird. Die heutige Brücke stammt jedoch erst aus mittelalterlicher Zeit und ist später mehrfach restauriert und zum Teil mit weitgespannten Segmentbögen versehen worden. Die flussaufwärts weisenden Pfeilerköpfe sind – zur besseren Ableitung von Treibholz – angespitzt.[4]

## Gastronomie
Der Judión de Barco ist ein deftiger Bohneneintopf mit Wurst- und/oder Fleischeinlage.

## Persönlichkeiten
- Arturo Tabera (1903–1975), römisch-katholischer Geistlicher, Erzbischof von Pamplona 1968–1971